# Baguenaud
Baguenaud est une île dépendant administrativement de la commune de Pornichet, en Loire-Atlantique.

## Géographie
Située à 2,5 km du rivage, il s'agit d'un banc de sable entouré de quelques rochers. Recouvert à marée haute lors des grandes marées, il appartenait autrefois au Pouliguen.